# Erforsche mich, Gott, und erfahre mein Herz, BWV 136
Erforsche mich, Gott, und erfhare mein Herz, BWV 136 (Furga’m, Senyor, i escruta el meu cor),
 és una cantata religiosa de Johann Sebastian Bach per al vuitè diumenge després de la Trinitat, estrenada a Leipzig, el 18 de juliol de 1723.

## Origen i context
L'autor, desconegut, empra el versicle 23 del salm 139, Déu meu, penetra els meus secrets i coneix el meu cor, examina’m per conèixer què desitjo per al primer número i en el coral del final, la novena estrofa de l'himne Wo soll ich fliehen hin de Johann Heermann (1630). El text entronca amb l'evangeli del dia Mateu (7, 15-23), que explica l'advertiment que fa Jesús dels falsos profetes. Forma part d'un grup de set cantates compostes per als diumenges compresos entre el vuitè i el catorzè després de la Trinitat, del mateix any, amb una única font literària anònima i totes elles contenen cinc números i el coral final. Sembla que Bach escrigué la major part dels moviments a partir de materials d'una cantata profana anterior. Per a aquest diumenge es conserven dues cantates més, la BWB 45 i la BWV 178.

## Anàlisi
Obra escrita per a contralt, tenor, baix i cor; trompa, oboè, oboè d'amor, corda i baix continu. Consta de sis números.
1. Cor: Erforsche mich, Gott, und erfhare mein Herz (Furga'm, Senyor, i escruta el meu cor)
2. Recitatiu (tenor): Ach, dass der Fluch, so dort die Erde schlägt (Ai las, la maledicció que caigué sobre la terra)
3. Ària (contralt): Es kömmt ein Tag (Un dia vindrà)
4. Recitatiu (baix): Die Himmel selber sind nicht rein (Si el cel, tanmateix, no és pas pur)
5. Ària (duet de tenor i baix): Uns treffen zwar der Sünden Flecken (Estem encara atrapats per les taques del pecat)
6. Coral: Dein Blut, der edle Saft (La teva sang, saba generosa)

El cor inicial disposa d'un conjunt orquestral ampli, la trompa, l'oboè i l'oboè d'amor que s'afegeixen a la corda i el continu, i el cor canta el salm indicat. A continuació, un recitatiu secco de tenor, es recrea sobre el mot Fluch (maledicció), i dona pas a l'ària de contralt, número 3, on la veu dialoga amb l'oboè, en un to animat (presto) que remet al Judici Final, amb una descripció tremolosa de la música. El número 4, és un recitatiu secco de baix, que acaba en arioso la frase final Er hat in Christo Gerechtigkeit und Stärke (Encara pot trobar en Crist Justícia i fortalesa); es prepara així, l'entrada de l'ària següent, número 5, un duet de tenor i baix, de clima pastoral – afavorit per un ritme 12/8 i amb dos violins concertants a l'uníson – fent referència a la caiguda d'Adam. El coral final té la particularitat d'afegir un primer violí i constituint un passatge a cinc veus, el text indicat és cantat amb la melodia de Auf meinen lieben Gott (1603). Té una durada aproximada d'un quart d'hora llarg.

## Discografia seleccionada
- J.S. Bach: Das Kantatenwerk. Sacred Cantatas Vol. 7. Nikolaus Harnoncourt, Tölzer Knabenchor (Gerhard Schmidt-Gaden, director), Concentus Musicus Wien, Paul Esswood, Kurt Equiluz, Walter Heldwein. (Teldec), 1994.
- J.S. Bach: The complete live recordings from the Bach Cantata Pilgrimage. CD 34: Christkirche, Rendsburg; 13 d'agost de 2000. John Eliot Gardiner, Monteverdi Choir, English Baroque Soloists, Robin Tyson, Christoph Genz, Brindley Sherrat. (Soli Deo Gloria), 2013.
- J.S. Bach: Complete Cantatas Vol. 7. Ton Koopman, Amsterdam Baroque Orchestra & Choir, Bogna Bartosz, Gerd Türk, Klaus Mertens. (Challenge Classics), 2004.
- J.S. Bach: Cantatas Vol. 11. Masaaki Suzuki, Bach Collegium Japan, Kai Wessel, Makoto Sakurada, Peter Kooij. (BIS), 1999.
- J.S. Bach: Church Cantatas Vol. 43. Helmuth Rilling, Gächinger Kantorei, Bach-Collegium Stuttgart, Helen Watts, Kurt Equiluz, Niklaus Tüller. (Hänssler), 1999.